# 31 de mayo
El 31 de mayo es el 151.º (centésimo quincuagésimo primer) día del año en el calendario gregoriano y el 152.º en los años bisiestos. Quedan 214 días para finalizar el año.

## Acontecimientos
- 1560: en la actual provincia de Tucumán (noroeste de Argentina), el militar español Diego de Villarroel repuebla por tercera vez el lugar que los naturales llamaban Ibatin (‘ribera del río que baja de la quebrada’) y la bautiza villa de San Miguel de Tucumán. En 1550, Juan Núñez del Prado la había fundado con el nombre de Barco I, y en 1557, el militar Juan Pérez de Zorita la había refundado con el nombre de Cañete.
- 1611: en España, el rey Felipe III publica una nueva Real Orden para que los moriscos que quedaban en Granada la abandonaran de manera inmediata.
- 1793: en Francia comienza el arresto de los diputados girondinos.
- 1806: cerca de Buenos Aires (Argentina) se crea el curato de San José de Flores.
- 1808: La ciudad de Valladolid (España) se amotina contra los invasores franceses, tal y como había sucedido en Madrid a principios de mes.
- 1852: en San Nicolás de los Arroyos (Argentina) se firma el Acuerdo de San Nicolás, que será el prototipo de la Constitución nacional de 1853.
- 1885: en España, José Zorrilla toma posesión como titular de la silla L de la Real Academia Española con el discurso Autobiografía y autorretrato poéticos.
- 1889: en Pensilvania (Estados Unidos) dos días de copiosa lluvia rompen la represa South Fork, a 23 km de la ciudad de Johnstown. Debido a las falsas alarmas anteriores no se toman medidas de seguridad y mueren 2209 personas. Los millonarios miembros del Club de Caza y Pesca del Lago South Fork ―dueños de la represa―, no tuvieron que pagar ninguna indemnización a los supervivientes. El multimillonario Andrew Carnegie (1835-1919) ―uno de los dueños― donó motu proprio una biblioteca para el pueblo.
- 1901: en la calle Wigmore (Londres) se inaugura el Bechstein Hall, con un concierto interpretado por el virtuoso pianista y compositor italiano Ferruccio Busoni y el violista Eugène Ysaÿe.
- 1906: en la villa de Cananea (México) comienza una huelga de los mineros. La decisión fue tomada en el Congreso de Defensa de la Infancia realizado en la ciudad de Viena (Austria).
- 1906: en Madrid (España) se casan el rey Alfonso XIII con Victoria Eugenia de Battenberg. A la salida de la ceremonia sufrieron un atentado del que salieron ilesos.
- 1910: Sudáfrica se independiza del Imperio británico.
- 1911: en la ciudad de Belfast (Irlanda del norte) se bota el Titanic.
- 1911: en Chile, por decreto Supremo, se funda la ciudad de Puerto Natales.
- 1911: en el puerto de Veracruz (México), Porfirio Díaz se embarca en el vapor alemán Ypiranga rumbo al exilio en Europa.
- 1912: la empresa naviera White Star Line aprueba y certifica la lista original de pasajeros del Titanic, la única que se conserva en la actualidad.
- 1914: Se disputa el primer partido de fútbol femenino en suelo español, entre los equipos Giralda y Montserrat
- 1918: finaliza la batalla de Skra-di-Legen, que se inició el tres días antes y tuvo lugar en el frente griego durante la Primera Guerra Mundial, entre tropas greco-francesas y fuerzas búlgaras. La batalla acabó con la derrota de los búlgaros.
- 1921: en Tulsa (Oklahoma), se inicia una serie de disturbios raciales en los que grupos de población blanca estadounidense atacaron a la comunidad afroestadounidense.
- 1928: en Managua (Nicaragua) se establece la Academia Nicaragüense de la Lengua.
- 1933: el Cabildo de Buenos Aires es declarado Monumento Nacional de Argentina.
- 1935: en la ciudad de Hollywood (California) se fusionan las empresas cinematográficas Twentieth Century Pictures y Fox Film Corporation, formando la famosa 20th Century Fox (‘el zorro del siglo XX’).
- 1937: en España, la Marina de guerra nazi bombardea la ciudad de Almería durante casi una hora por orden directa de Adolf Hitler.
- 1938: a 20 km al norte de Barcelona, en el marco de la guerra civil española, aviones fascistas italianos en apoyo del militar sublevado Francisco Franco bombardean a la población civil de la ciudad de Granollers con 60 bombas de 100 kg, dejando 224 muertos (en su mayoría niños) y 161 heridos.
- 1958: en el atolón Bikini (islas Marshall, en medio del océano Pacífico), Estados Unidos detona su bomba atómica Sycamore, de 92 kilotones. Resulta un fizzle (bomba fallada), ya que se habían predicho 5000 kilotones. Es la bomba n.º 133 de las 1132 que Estados Unidos detonó entre 1945 y 1992.
- 1958: en la zona del Central Francisco (provincia de Las Tunas), fuerzas del BRAC (Buró para la Represión de las Actividades Comunistas) de la dictadura batistana detienen a Elías León,[1] líder local del PSP (Partido Socialista Popular).
- 1961: la Unión Sudafricana se convierte en la República de Sudáfrica y se independiza del Imperio británico.
- 1964: En España, tuvo lugar la Coronación Canónica Pontificia de María Santísima de la Esperanza Macarena, titular de la 'Real, Ilustre y Fervorosa Hermandad y Cofradía de Nazarenos de Nuestra Señora del Santo Rosario, Nuestro Padre Jesús de la Sentencia y María Santísima de la Esperanza Macarena', en la Catedral de Sevilla. El acto fue presidido por S.E.R. Dr. D. José María Bueno Monreal, Cardenal Arzobispo de Sevilla y asistieron S.E. el Jefe del Estado y varios miembros del gobierno.
- 1970: en Perú, un sismo asola la zona norte de Áncash y provoca aluviones en Yungay y Huaraz. Cerca de 66 800 personas entre muertos y desaparecidos. Ver Terremoto de Áncash de 1970.
- 1970: en México se da inicio a la IX Copa Mundial de Fútbol.
- 1975: se firma la Constitución de la Agencia Espacial Europea (ESA).
- 1980: en Atlanta (Estados Unidos) se funda la cadena televisiva estadounidense CNN.
- 1986: en el País Vasco se inaugura, en una situación alegal, la televisora ETB 2, segundo canal de Euskal Irrati Telebista, en idioma español.
- 1989: en un bar de Tarapoto (Perú), miembros de la banda terrorista MRTA asesinan a ocho travestis. Pocos días después, declararon que los homosexuales eran «lacras sociales utilizadas para corromper a la juventud».
- 1989: en Colombia, el equipo de fútbol Atlético Nacional se impone en la final de la Copa Libertadores al Club Olimpia de Paraguay, por marcador de 5-4 en penaltis, al perder en el partido de ida 2-0 y remontar 0-2 en la vuelta en la ciudad de Bogotá.
- 1991: en Chetumal (México) el gobernador Miguel Borge Martín funda la Universidad de Quintana Roo.
- 1993: en la ciudad de Guatemala, Jorge Serrano Elías renuncia a su cargo como presidente.
- 2002: en Corea y Japón comienza la Copa Mundial de Fútbol.
- 2004: en Yaguarón (Paraguay), Felicita Estigarribia es abusada, asesinada y torturada en el Barrio Santa Librada de la misma ciudad.
- 2005: en Tailandia se celebra el concurso Miss Universo 2005, en el que gana el título la canadiense Natalie Glebova.
- 2005: en Estados Unidos, se devela que el espía «Garganta Profunda» es W. Mark Felt, el "número dos" del FBI en tiempos de Nixon.
- 2009: el BM Ciudad Real gana su tercera Liga de Campeones ante el THW Kiel por 27-33, tras perder el partido de ida de la final por 39-34.
- 2010: en el mar Mediterráneo, el ejército israelí ataca a una serie de barcos que se dirigían hacia Gaza con ayuda humanitaria argumentando que transportaban armas.
- 2011: en Argentina, se inaugura la primera línea del Metrobús en la Ciudad Autónoma de Buenos Aires, en la Avenida Juan B. Justo.
- 2011: En España, el futbolista rosarino Lionel Messi gana por tercer año consecutivo el trofeo Di Stéfano al mejor jugador de la Liga española.
- 2025: El Paris Saint-Germain le gana 5-0 al Inter de Milán,proclamandose campeón por primera vez de la Champions en su Liga de Campeones de la UEFA 2024-25

## Nacimientos
- 1243: Jaime II, rey mallorquín (f. 1311).
- 1443: Margarita Beaufort, aristócrata inglesa (f. 1509).
- 1469: Manuel I de Portugal, rey de Portugal y Algarves entre 1495 y 1521 (f. 1521).
- 1535: Alessandro Allori, pintor italiano (f. 1607).
- 1557: Teodoro I, zar ruso (f. 1598).
- 1597: Jean-Louis Guez de Balzac, escritor francés (f. 1654).
- 1612: Margarita de Médici, aristócrata italiana (f. 1679).
- 1640: Miguel Korybut Wisniowiecki, aristócrata y rey polaco (f. 1673).
- 1656: Marín Marais, compositor y violagambista francés (f. 1728).
- 1664: Julio Alberoni, político y eclesiástico español, consejero del rey Felipe V (f. 1752).
- 1683: Jean-Pierre Christin, físico francés (f. 1755).
- 1732: Hieronymus von Colloredo, aristócrata austriaco (f. 1812).
- 1744: Richard Lovell Edgeworth, escritor e inventor británico (f. 1817).
- 1750: Karl August von Hardenberg, político alemán (f. 1822).
- 1754: Andrea Appiani, pintor italiano (f. 1817).
- 1755: Georg Wolfgang Franz Panzer, médico y botánico alemán (f. 1824).
- 1773: Ludwig Tieck, escritor alemán (f. 1853).
- 1774: Julián Sánchez, guerrillero y militar español (f. 1832).
- 1780: Carl von Clausewitz, militar y estratega alemán (f. 1831).
- 1793: Charles Blacker Vignoles, ingeniero ferroviario británico (f. 1875).
- 1817: Georg Herwegh, poeta y revolucionario alemán (f. 1875).
- 1819: Walt Whitman, poeta estadounidense (f. 1892).
- 1835: Hijikata Toshizō, militar japonés, segundo al mando del Shinsengumi (f. 1869).
- 1835: Jules Chéret, pintor francés (f. 1932).
- 1852: Perito Moreno (Francisco Pascasio Moreno), científico, naturalista y explorador argentino (f. 1919).
- 1857: Pío XI, papa católico italiano entre 1922 y 1939 (f. 1939).
- 1858: Graham Wallas, socialista británico (f. 1932).
- 1858: Juan Menéndez Pidal, poeta y folclorista español (f. 1915).
- 1860: Walter Richard Sickert, artista británico (f. 1942).
- 1862: Mijaíl Nésterov, pintor ruso (f. 1942).
- 1863: Francis Younghusband, explorador británico (f. 1942).
- 1872: Charles Greeley Abbot, astrónomo estadounidense (f. 1973).
- 1877: Gabrielle Renaudot, astrónoma francesa (f. 1962)
- 1881: Fernando Villalón, escritor y poeta español (f. 1930).
- 1883: Lauri Kristian Relander, político y presidente finlandés (f. 1942).
- 1887: Saint-John Perse (Marie-René-Alexis Saint-Leger Leger), poeta francés, premio nobel de literatura en 1960 (f. 1975).
- 1892: Gregor Strasser, político alemán (f. 1934).
- 1898: Germán List Arzubide, poeta y revolucionario mexicano (f. 1998).
- 1898: Norman Vincent Peale, psicólogo y escritor estadounidense (f. 1993).
- 1899: Madge Blake, actriz estadounidense (f. 1969).
- 1902: John Russell, jugador y entrenador estadounidense de baloncesto (f. 1973).
- 1905: Blanca Luz Brum, poeta uruguaya (f. 1985).
- 1908: Don Ameche, actor estadounidense de cine y teatro (f. 1993).
- 1908: Nils Poppe, actor sueco (f. 2000).
- 1910: Luis Rosales, poeta español (f. 1992).
- 1911: Jorge Joaquín Llambías, jurista, civilista, juez y docente argentino, autor de reconocidas obras en materia de Derecho Civil (f. 1981).
- 1911: Maurice Allais, economista e ingeniero francés, Premio en Ciencias Económicas en memoria de Alfred Nobel en 1988 (f. 2010).
- 1912: Alfred Deller, contratenor británico (f. 1979).
- 1912: Martin Schwarzschild, astrónomo alemán (f. 1997).
- 1913: Constantin Silvestri, director de orquesta rumano (f. 1969)
- 1917: Jean Rouch, cineasta francés (f. 2004).
- 1921: Alida Valli, actriz italiana (f. 2006).
- 1922: Denholm Elliott, actor británico (f. 1992).
- 1923: Raniero III, aristócrata monegasco (f. 2005).
- 1924: Aquiles Lanza, político y médico uruguayo (f. 1985).
- 1925: Francesc Candel, escritor y periodista español (f. 2007).
- 1925: Joan Bosch Palau, director de cine español (f. 2015).
- 1929: Jorge Ricardo Masetti (Comandante Segundo), guerrillero y periodista argentino (f. 1964).
- 1929: Oqtay Zulfuqarov, compositor azerí (f. 2016).
- 1930: Clint Eastwood, actor y cineasta estadounidense.

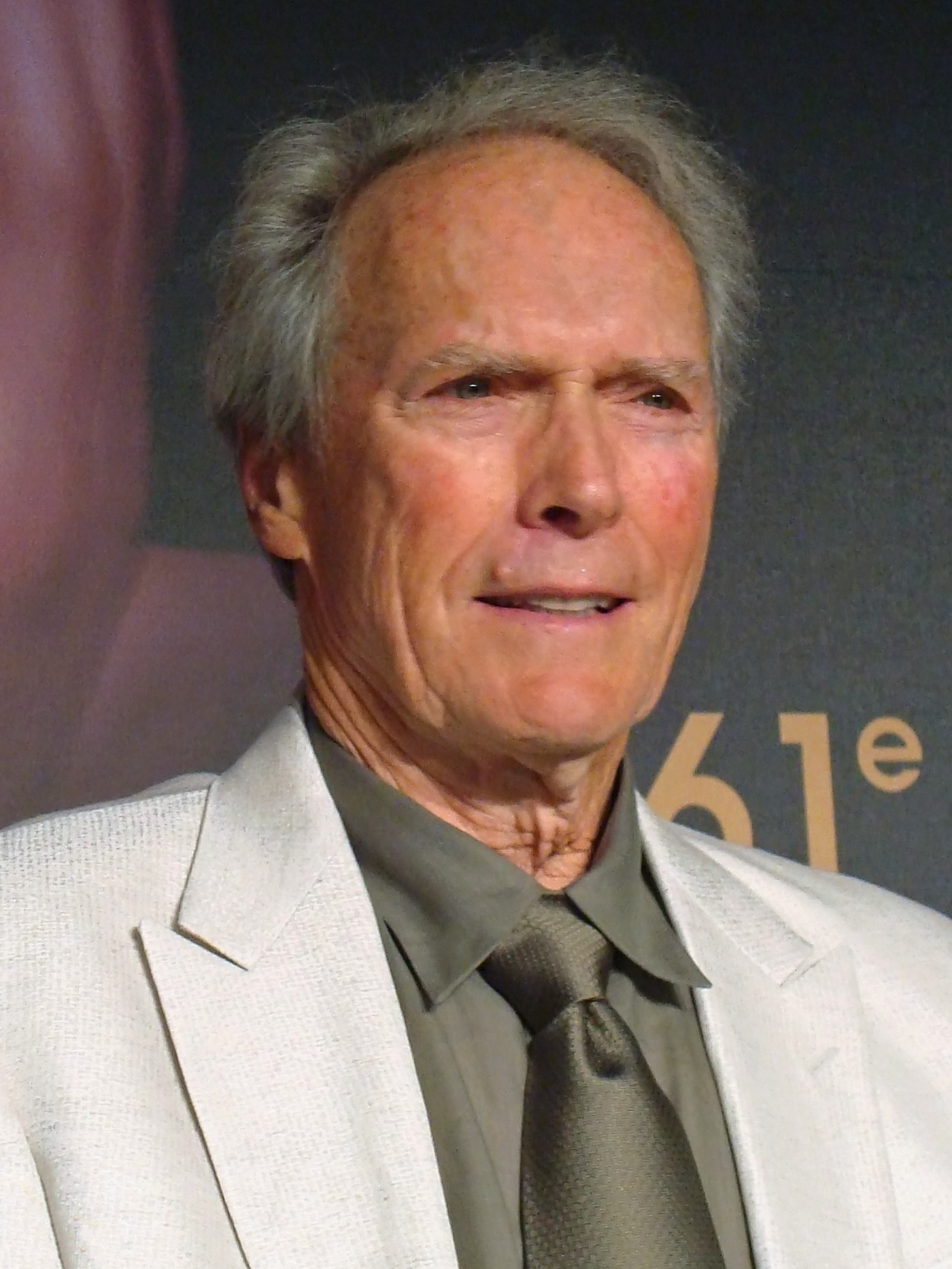

- 1930: Juan Genovés, pintor español. (f. 2020)
- 1930: Elaine Stewart, actriz y presentadora estadounidense (f. 2011).
- 1931: John Robert Schrieffer, físico estadounidense, premio nobel de física en 1972 (f. 2019).
- 1931: Manuel Carreira, sacerdote, teólogo, filósofo y astrofísico español (f. 2020).
- 1931: Shirley Verrett, cantante lírica estadounidense (f. 2010).
- 1932: Jay Miner, inventor estadounidense, diseñador de chips (f. 1994).
- 1934: Pablo Castellano, abogado y político español.
- 1934: Jim Hutton, actor estadounidense (f. 1979).
- 1935: Jim Bolger, político neozelandés, Primer ministro de Nueva Zelanda entre 1990 y 1997.
- 1935: María Galiana, actriz española.
- 1936: Macrino Suárez, político español (f. 2012).
- 1938: John Prescott, político británico.
- 1940: Alfonso Guerra González, político español.
- 1941: Félix Ismael Rodríguez, exagente cubano-estadounidense.
- 1941: Louis Ignarro, farmacéutico estadounidense, ganador del premio nobel de medicina en 1998.
- 1941: William Nordhaus, economista estadounidense.
- 1941: Wolfgang Fahrian, futbolista alemán (f. 2022).
- 1943: Joe Namath, jugador estadounidense de fútbol americano.
- 1943: Ramón Montesinos, futbolista español (f. 2010).
- 1945: Pepe Eliaschev, periodista y escritor argentino (f. 2014).
- 1945: Rainer Werner Fassbinder, cineasta alemán (f. 1982).
- 1945: Raúl Gómez Jattin, poeta colombiano (f. 1997).
- 1945: Laurent Gbagbo, político marfileño, Presidente de Costa de Marfil entre 2000 y 2011.
- 1948: Svetlana Aleksiévich, escritora bielorrusa.
- 1948: John Bonzo Bonham, baterista británico, de la banda Led Zeppelin (f. 1980).
- 1948: Paulinho da Costa, percusionista brasileño.
- 1948: Nicolás Kasanzew, periodista, corresponsal de guerra y escritor argentino de origen austríaco.
- 1948: Zero (Martin Hannett), músico británico (f. 1991).
- 1949: Tom Berenger (Thomas Michael Moore), actor estadounidense.
- 1950: José Ramón Cancer Matinero, fotógrafo e historiador español (f. 2013).
- 1952: Karl Bartos, músico alemán, de la banda Kraftwerk.
- 1954: Néstor Gurini, piloto de automovilismo argentino (f. 2018).
- 1955: Tommy Emmanuel, guitarrista australiano.
- 1955: Naomi Munakata, directora de orquesta brasileña (f. 2020).
- 1958: Roma Maffia, actriz estadounidense.
- 1959: Andrea de Cesaris, piloto italiano de Fórmula 1 (f. 2014).
- 1960: Chris Elliott, actor estadounidense.
- 1961: Lea Thompson, actriz estadounidense.
- 1962: Corey Hart, cantante canadiense.
- 1962: Dina Boluarte, abogada y política peruana, Presidenta del Perú desde 2022.
- 1962: Victoria Ruffo, actriz mexicana.
- 1962: Noriko Hidaka, seiyū japonesa.
- 1963: Laudelino Cubino, ciclista español.
- 1963: Viktor Orbán, político húngaro, primer ministro de Hungría entre 1998 y 2002 y desde 2010.
- 1964: José Ángel Arcega Aperte, baloncestista español.
- 1964: Scotti Hill, guitarrista estadounidense, de la banda Skid Row.
- 1964: Billy Davies, futbolista y entrenador escocés.
- 1965: Brooke Shields, actriz estadounidense.
- 1967: Sandrine Bonnaire, actriz francesa.
- 1967: Kenny Lofton, beisbolista estadounidense.
- 1968: John Connolly, novelista irlandés.
- 1969: Imre Csösz, yudoca húngaro.
- 1970: Mariana Baraj, cantante, percusionista y compositora argentina.
- 1970: Paolo Sorrentino, cineasta italiano.
- 1971: Diana Damrau, soprano alemana.
- 1972: Pilar Montenegro, actriz y cantante mexicana.
- 1972: Takashi Yamahashi, futbolista japonés.
- 1972: Archie Panjabi, actriz británica.
- 1973: Rodrigo Cortés, director de cine español.
- 1974: Kenan Doğulu, cantante turco.
- 1974: Mark Wakefield, mánager de la banda Taproot y primer vocalista de Linkin Park.
- 1975: Sienna Guillory, actriz británica.
- 1975: Óscar de Paula, futbolista y entrenador español.
- 1975: Antonín Kinský, futbolista checo.
- 1976: Colin Farrell, actor irlandés.
- 1976: Tonka Tomicic, animadora de televisión chilena.
- 1976: Matt Harpring, baloncestista estadounidense.
- 1976: Roar Ljøkelsøy, saltador de esquí noruego.
- 1977: Alura Jenson, actriz pornográfica y modelo erótica estadounidense.
- 1977: Eric Christian Olsen, actor estadounidense.
- 1978: Éric Moussambani, nadador guíneano.
- 1979: Jean-François Gillet, futbolista belga.
- 1979: Ronald Alegrías, futbolista colombiano.
- 1980: Andrew Hurley, baterista estadounidense, de la banda Fall Out Boy.
- 1981: Daniele Bonera, futbolista italiano.
- 1981: Marlies Schild, esquiadora austríaca.
- 1982: Tony Dize, cantante puertorriqueño.
- 1982: Lady Tabares, actriz colombiana
- 1982: Jonathan Tucker, actor estadounidense.
- 1983: Edno Cunha, futbolista brasileño.
- 1983: Antonio Amaya Carazo, futbolista español.
- 1983: Patrick Richard McCarthy, futbolista irlandés.
- 1984: Andrew Bailey, beisbolista estadounidense.
- 1984: Mario Lisson, beisbolista venezolano.
- 1984: Nate Robinson, baloncestista estadounidense.
- 1984: Yael Grobglas, actriz y modelo francesa.
- 1984: Luis José Marcano, político y periodista venezolano, Gobernador de Anzoátegui desde 2021.
- 1985: Zoraida Gómez, actriz mexicana.
- 1986: Sopho Khalvashi, cantante georgiana.
- 1986: Robert Gesink, ciclista neerlandés.
- 1986: Edson Ratinho, futbolista brasileño.
- 1986: Gabriel Zakuani, futbolista congoleño.
- 1986: Kazuma Ikarino, futbolista japonés.
- 1987: Alberto Antônio de Paula, futbolista brasileño.
- 1988: Iván Benítez, futbolista español.
- 1988: Jonatan Álvez, futbolista uruguayo.
- 1989: Pablo Alborán, cantante español.
- 1989: Daul Kim, modelo surcoreana (f. 2009).
- 1989: Marco Reus, futbolista alemán.
- 1989: Daniel Wass, futbolista danés.
- 1989: Bas Dost, futbolista neerlandés.
- 1989: Matheus Humberto Maximiano, futbolista brasileño.
- 1989: Victor Merey, futbolista israelí.
- 1989: Sean Johnson, futbolista estadounidense.
- 1989: Nemanja Milunović, futbolista serbio.
- 1989: Justine Lupe, actriz estadounidense.
- 1990: Jin Hanato, futbolista japonés.
- 1990: Giuliano Victor de Paula, futbolista brasileño.
- 1991: Azealia Banks, rapera y letrista estadounidense.
- 1992: Cristian Techera, futbolista uruguayo.
- 1992: Ataru Esaka, futbolista japonés.
- 1993: José Gómez Campaña, futbolista español.
- 1993: Giannis Stergianos-Michailidis, futbolista griego.
- 1994: Gueorgui Bushchán, futbolista ucraniano.
- 1994: Gísli Eyjólfsson, futbolista islandés.
- 1994: Víctor García Marín, futbolista español.
- 1995: Alejandro Speitzer, actor mexicano.
- 1995: Norimasa Atsukawa, futbolista japonés.
- 1995: Kōki Anzai, futbolista japonés.
- 1995: Shane Bieber, beisbolista estadounidense, lanzador.
- 1995: Brooke Wylde, actriz pornográfica estadounidense.
- 1995: Myrto Uzuni, futbolista albanés.
- 1995: Andreas Panayiotou, futbolista chipriota.
- 1996: Normani Kordei, cantante estadounidense, de la banda Fifth Harmony.
- 1996: Joaquín Fernández Moreno, futbolista español.
- 1996: Simone Scuffet, futbolista italiano.
- 1996: Joachim Andersen, futbolista danés.
- 1996: Peter McGrail, boxeador británico.
- 1996: Yerko Águila, futbolista chileno.
- 1997: Víctor Campuzano, futbolista español.
- 1997: Inês Murta, tenista portuguesa.
- 1997: Anastasios Chatzigiovanis, futbolista griego.
- 1997: Daniel Jesús Martín Gil, futbolista español.
- 1997: Kang Ju-hyok, futbolista norcoreano.
- 1997: Selevasio Tolofua, rugbista francés.
- 1997: Andrey Francis, futbolista costarricense.
- 1997: Eli Pemberton, baloncestista estadounidense.
- 1998: Reza Shekari, futbolista iraní.
- 1998: Stephy Mavididi, futbolista inglés.
- 1998: Santino Ferrucci, piloto de automovilismo estadounidense.
- 1998: David Douděra, futbolista checo.
- 1998: Jákup Andreasen, futbolista feroés.
- 1998: Kobe Vleminckx, atleta belga.
- 1999: Michal Sadílek, futbolista checo.
- 1999: Sam Vines, futbolista estadounidense.
- 1999: Florian Le Pallec, atleta francés.
- 1999: Moreno Fendero, boxeador francés.
- 2000: Aleh Tamashevich, atleta bielorruso.
- 2000: Riku Danzaki, futbolista japonés.
- 2000: Maximiliano Rodríguez Vejar, futbolista chileno.
- 2000: Yohan Salwan Zetuna, futbolista iraquí.
- 2000: Gable Steveson, luchador estadounidense.
- 2000: Carolina Visca, atleta italiana.
- 2000: Tereza Voborníková, biatleta checa.
- 2001: Iga Świątek, tenista polaca.
- 2002: Kevin Berkeley, futbolista panameño.
- 2003: Benjamin Šeško, futbolista esloveno.
- 2003: Damián Cáceres, futbolista español.
- 2004: Brajan Gruda, futbolista alemán.

## Fallecimientos
- 1410: Martín el Humano, rey aragonés (n. 1356).
- 1417: Guillermo II de Baviera, aristócrata alemán (n. 1365).
- 1557: Juan Martínez Guijarro, cardenal y matemático español (n. 1477).
- 1574: Carlos IX, rey francés (n. 1550).
- 1586: Antonio Agustín, eclesiástico español (n. 1517).
- 1594: Tintoretto (Jacopo Comin), pintor veneciano (n. 1518).
- 1740: Federico Guillermo I, rey prusiano (n. 1688).
- 1809: Joseph Haydn, compositor austriaco (n. 1732).
- 1809: Jean Lannes, mariscal francés (n. 1769).
- 1832: Évariste Galois, matemático francés (n. 1811).
- 1835: William Smith, político y abolicionista británico (n. 1756).
- 1837: Joseph Grimaldi, actor y bailarín británico (n. 1778).
- 1841: George Green, matemático británico (n. 1793).
- 1850: Mariano Otero, político mexicano (n. 1817).
- 1875: Elifas Leví (Alphonse Louis Constant), ocultista, escritor y mago francés (n. 1810).
- 1910: Elizabeth Blackwell, médica estadounidense, primera mujer doctora en ese país (n. 1821).
- 1929: Aníbal González Álvarez-Ossorio, arquitecto español (n. 1876).
- 1929: Loreto Capella Olasagasti, cocinero español en la corte de Alfonso XII (n. 1853).
- 1932: Gabino Bugallal y Araujo, presidente del gobierno y ministro español (n. 1861).
- 1949: Fernando de los Ríos, político español (n. 1879).
- 1951: Jean Marestan, periodista y escritor anarquista belga (n. 1874).
- 1953: Vladímir Tatlin, arquitecto y pintor ruso (n. 1885).
- 1954: Pedro Elías Gutiérrez, músico venezolano, autor de Alma llanera (n. 1870).
- 1957: Carlos Marcucci, bandoneonista argentino de tango (n. 1903).
- 1962: Eduard Toldrà, músico español (n. 1895).
- 1962: Adolf Eichmann, criminal nazi, responsable del holocausto judío; ahorcado (n. 1906).
- 1976: Jacques Monod, médico, profesor y científico francés, premio nobel de medicina y fisiología en 1965 (n. 1910).
- 1977: William Castle, cineasta estadounidense (n. 1914).
- 1978: József Bozsik, futbolista húngaro (n. 1925).
- 1978: Josep Gonzalvo, futbolista español (n. 1920).
- 1982: Juan Antonio Zunzunegui, novelista español (n. 1900).
- 1983: Jack Dempsey, boxeador estadounidense (n. 1895).
- 1986: Leo James Rainwater, físico estadounidense, premio nobel de física en 1975 (n. 1917).
- 1987: John Abraham (director), guionista y director de cine indio (n. 1937)
- 1989: Ernst Friedheim, médico estadounidense (n. 1899).
- 1992: Iosu Expósito, músico y vocalista español, de la banda Eskorbuto (n. 1960).
- 1993: Satoshi Miyazaki, maestro japonés de karate (n. 1938).
- 1995: Emilio García Gómez, arabista español, director de la Real Academia de la Historia (n. 1905).
- 1996: Timothy Leary, psicólogo y escritor estadounidense (n. 1920).
- 1997: Fernando Salmerón, filósofo mexicano (n. 1925).
- 1999: Gene Sarazen, golfista estadounidense (n. 1902).
- 2000: Tito Puente, compositor y percusionista estadounidense (n. 1923).
- 2005: Makuko Gallardo, cantante peruano de cumbia. (n. 1954).
- 2006: Miguel Ortiz Berrocal, escultor español (n. 1933).
- 2007: Jorge Boudon, actor chileno (n. 1921).
- 2008: Nelly Láinez, actriz y comediante argentina (n. 1920).
- 2009: Millvina Dean, secretaria británica, última sobreviviente MRS Titanic (n. 1912).
- 2010: Louise Bourgeois, escultora francesa (n. 1911).
- 2010: Rubén Juárez, cantautor de tangos y bandoneonista argentino (n. 1947).
- 2011: Gilberto Alemán (80), periodista y escritor español (n. 1931).
- 2011: Pauline Betz, tenista estadounidense (n. 1919).
- 2012: Paul Pietsch, piloto alemán de automovilismo (n. 1911).
- 2013: Jean Stapleton, actriz estadounidense (n. 1923).
- 2013: Marta Romero, actriz puertorriqueña (n. 1928).
- 2014: Martha Hyer, actriz estadounidense (n. 1924).
- 2016: Mohamed Abdelaziz, político saharaui (n. 1947).
- 2016: Antonio Imbert Barrera, héroe nacional dominicano (n. 1920).
- 2018: Joseíto Mateo, cantante dominicano (n. 1920).
- 2019: Jairo Alonso Vargas, cantante y compositor estadounidense (n. 1947).
- 2019: Roky Erickson, fue un periodista, locutor y presentador de televisión colombiano.  (n. 1945).
- 2020: Danny Havoc, luchador profesional estadounidense (n. 1986).
- 2020: Christo Vladimirov Javacheff, artista búlgaro-estadounidense (n. 1935).
- 2021: Lil Loaded, rapero estadounidense (n. 2000).
- 2022: Gilberto Rodríguez Orejuela, narcotraficante colombiano, fundador del Cartel de Cali (n. 1939).

## Celebraciones
- Día del Matemático.
(Conmemoración de la muerte de Évariste Galois).[2]

- Día Internacional del Tripulante de Cabina.[3]
En honor a Ellen Church, considerada como la primera azafata en el mundo de la aviación.

- Semana de Solidaridad con los pueblos de los territorios no autónomos.

Mundo Animal
- Día Mundial del Loro.

Compartidas
- Organización Mundial de la Salud:
  - Día Mundial Sin Tabaco.[4][5]
Instituido en 1987 por la Asamblea General de la OMS para concientizar a la población sobre los efectos letales del tabaquismo.

 Por países
(Por orden alfabético)
- Argentina: 
  - Día de la Especialidad de Vigilancia y Control Aeroespacial de la Fuerza Aérea Argentina.[6]
  - Día de la Policía de Seguridad Aeroportuaria.
  - Día de la Energía Nuclear.[7]
Se conmemora la creación de la CNEA.
  - Día Nacional de la Cerveza.[8]
  - Día del Guía de Turismo.[9]
  - Día Nacional del Ecoturismo.[10]
    -  Misiones: 
      - Día Provincial del Ecoturismo.[11]

- Costa Rica: 
  - Día del Compositor Nacional.
El 31 de mayo de 1990 es una fecha importante para los compositores y autores musicales del país, debido a que se constituyó la Asociación de Compositores y Autores Musicales de Costa Rica (ACAM), con el objetivo de hacer efectivo el reconocimiento de sus derechos de autor, establecidos en la constitución política, tratados internacionales y leyes vigentes.

- España: 
  - Día de Castilla-La Mancha.
Jornada festiva de la comunidad autónoma española, conmemorando el aniversario de la constitución de las Cortes Regionales en 1984.

- Estados Unidos: 
  -  Utah:
    - Día Nacional de Utah.[12]
Se celebra cada año el 31 de mayo esta festividad no oficial está dedicada al estado número 45 de los Estados Unidos; su historia, su cultura, sus paisajes naturales y su gente.
(en inglés: Utah National Day).

- Guatemala: 
  - Día de la Constitución Política de la República.
Una fecha cívica y nacional que conmemora la promulgación de la actual Constitución guatemalteca en el año 1985.

- Perú: 
  - Día Nacional de Lucha contra la Violencia y Crímenes de Odio hacia Lesbianas, Trans, Gays y Bisexuales
  - Día de la Solidaridad y de la Reflexión sobre los Desastres Naturales.
Creado por el Instituto Nacional de Defensa Civil del Perú en conmemoración del Terremoto de Áncash de 1970, en memoria de sus víctimas y con la finalidad de crear conciencia sobre la actitud responsable ante los desastres naturales en el país.

### Santoral católico

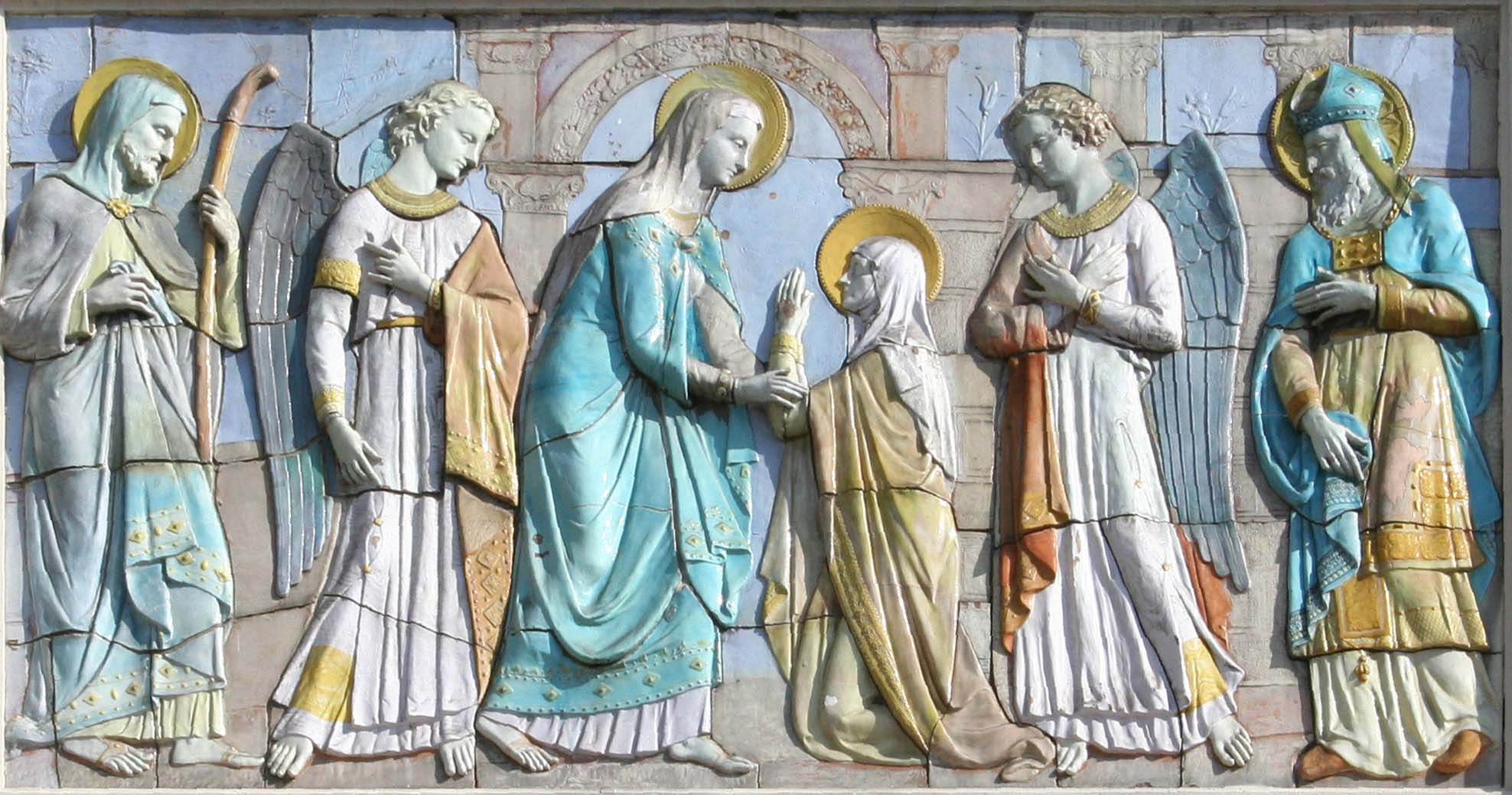
Visitación de Nuestra Señora a Santa Isabel.

- Visitación de Nuestra Señora a Santa Isabel.[13](imagen ilustrativa).
- Nuestra Señora del Recuerdo.

- Santos Cancio, Canciano y Cancianila.[13]
- San Félix de Nicosia.
- San Hermias de Comana.
- San Noé Mawaggali.[13]
- Santa Petronila de Roma.[13]
- San Silvio de Toulouse, obispo.[13]
- Beata Bautista Varano.[13]
- Beato Jacobo Salomoni.[13]
- Beato Mariano de Roccacasale. (Mariano (Domingo) Di Nicolantonio de Roccacasale).[13]
- Beato Nicolás Barré.[13]
- Beato Félix (Jacobo) Amoroso.[13]
- Beatos Roberto Thorpe y Tomás Watkinson.[13]
- Santo Cristo de la Salud, patrón de Málaga.